# Ksar Tirraf
Ksar Tirraf (en arabe : قصر تيراف) est un village fortifié dans la province de Zagora, région de Draa-Tafilalet au sud-est du Maroc.